# Himsa

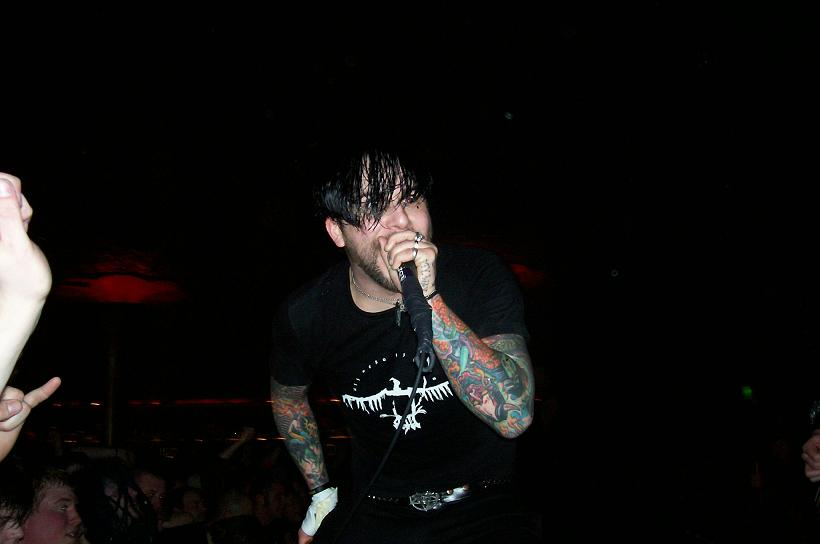

Himsa is een Amerikaanse metalcoreband uit Seattle, Washington. De band is opgericht in 1998. 

## Bezetting

### Huidige bezetting
- John Pettibone - Zanger
- Kirby Charles Johnson - Gitarist
- Sammi Curr - Gitarist
- Derek Harn - Bassist
- Chad Davis - Drummer

### Voormalige bandleden
- Christian Schmitt - Zanger
- Matt Wicklund - Gitarist
- Brian Johnson - Gitarist
- Aaron Edge - Gitarist/Toetsenist
- Mike Green - Drummer
- John Arvid Harnett - Drummer
- Tim Mullin - Drummer
- Clay Layton - Toetsenist

## Biografie
Himsa is een metalcoreband, gevormd in 1998. 
Ze brachten hun eerste ep en full-album uit in 1999. Voordat ze tekenden op Prosthetic Records in 2001 brachten ze nog een ep uit. In 2003 brachten ze Courting Tragedy and Disaster uit. Hierop volgend toerden ze door de Verenigde Staten en andere delen van de wereld. In 2005 namen ze in Denemarken hun volgende album Hail Horror op. 
Dit kwam in 2006 uit en opnieuw volgde er een uitgebreide wereldtour. Zo speelden ze in Australië onder andere met Parkway Drive. In december van 2006 meldde de band dat ze getekend waren op Century Media.
Op 24 juni 2008 meldde Derek Harn, de bassist van de band, dat ze er na 10 jaar en 4 studioalbums mee ophouden. In augustus speelt de band nog één keer in El Corazon in Seattle op 16 augustus en dan houden ze het voor gezien.

## Discografie
Studioalbums
- 1999: Ground Breaking Ceremony (Revelation Records)
- 2003: Courting Tragedy and Disaster (Prosthetic Records)
- 2006: Hail Horror (Prosthetic Records)
- 2007: Summon in Thunder (Century Media Records)

Ep's
- 1999: Himsa (Revelation Records)
- 2001: Death Is Infinite (Revelation Records)

DVD's
- 2005: You’ve Seen Too Much